# Methylierung
Als Methylierung wird in der organischen Chemie der Transfer von Methylgruppen (–CH3) innerhalb einer chemischen Reaktion von einem Molekül auf ein anderes bezeichnet (Donator-Akzeptor-Prinzip). Die Übertragung von Alkylgruppen nennt man allgemein Alkylierung, das Reagenz Alkylierungsmittel.
Als Methylierungsreagenzien werden zum Beispiel Methanol, Dimethylsulfat,  Diazomethan oder Methylhalogenide speziell Methyliodid verwendet; auch die Verwendung von Methyllithium ist möglich. Dabei eignet sich Diazomethan nur zur Methylierung von sauren Verbindungen, wie Phenolen, Carbonsäuren und Enolen. Bei schwächer sauren Edukten wie Alkoholen kann die Methylierung ggf. durch Lewissäuren wie Zinkchlorid oder durch Silicagel katalysiert werden.
Unter Transmethylierung versteht man die Übertragung einer Methylgruppe von Methylgruppendonatoren auf C-, O- oder N-Atome von Biomolekülen unter der katalytischen Wirkung von Methyltransferasen. Dies geschieht beispielsweise bei der Synthese von Kreatin, Cholin oder Betain. Der wichtigste Methylgruppenlieferant ist die essentielle Aminosäure Methionin, die in Form des Adenosylmethionins (aktives Methyl) auftritt.